# Phòng thiết kế Soloviev
Soloviev (OKB-19) là một phòng thiết kế Liên xô chuyên về động cơ máy bay, do Pavel Aleksandrovich Soloviev lãnh đạo. Phòng thiết kế này lần đầu được biết đến với động cơ D-15 sử dụng trên chiếc Myasishchev M-50 năm 1957. Các thiết kế nổi tiếng khác gồm động cơ tuốc bin cánh quạt D-25 và động cơ phản lực cánh quạt đẩy D-20 và D-30.
Sau sự sụp đổ của Liên bang Xô viết, phòng thiết kế này trở thành một phần của công ty Aviadvigatel. Một động cơ hiện đại hiện đang được sử dụng là Aviadvigatel PS-90.
Các động cơ hiện tại được sản xuất và sử dụng (gồm cả các động cơ của Công ty Động cơ Aviadvigatel&Perm)
Động cơ phản lực cánh quạt đẩy Soloviev D-20P, trên chiếc Tupolev Tu-124.
Động cơ tuốc bin cánh quạt Soloviev D-25V, sử dụng trên những chiếc Mil Mi-6, Mi-10.
Động cơ phản lực cánh quạt đẩy Soloviev D-30, sử dụng trên những chiếc Tupolev Tu-134A-3,A-5,B.
Động cơ phản lực cánh quạt đẩy Soloviev D-30F6, sử dụng trên Mikoyan-Gurevich MiG-31.
Động cơ phản lực cánh quạt đầy Soloviev D-30K, sử dụng trên Ilyushin Il-62M, Il-76MD,TD, Beriev A-40,A-50 và Tupolev Tu-154.
Động cơ phản lực cánh quạt đẩy Aviadvigatel PS-90, sử dụng trên Ilyushin Il-76TD-90,MD-90, Il-96-300,-400,T, và loạt Tupolev Tu-204, Tu-214.
Bản mẫu:Động cơ máy bay Soloviev
Bản mẫu:Các danh sách hàng không